# CH Sevilla

El Club Hielo Sevilla es un club de deportes de hielo fundado en Sevilla en abril de 1976 que mantuvo sus actividades hasta abril de 1978. Las principales secciones deportivas fueron el hockey sobre hielo y el patinaje artístico, no obstante en menor nivel, también mantuvo otras secciones como el judo, la equitación y carreras de karts. Fue el primer club de deportes del hielo en la historia de Andalucía generando deportistas federados de hockey sobre hielo y patinaje artístico.

Sus actividades deportivas se desarrollaron en la que fue la primera pista de hielo permanente de Andalucía con dimensiones reglamentarias y conocida con el nombre "HIELOTRON". Resultó ser una futurista y espectacular construcción que ganó el premio nacional de arquitectura del año 1975.

La sección de hockey sobre hielo participó en las competiciones oficiales españolas de máximo nivel tanto en la categoría senior como en la junior.  La sección de patinaje artístico llegó a presentar patinadores de diferentes categorías y modalidades en el campeonato de España de 1978.

La noche del 23 al 24 de febrero de 1978 sobrevino un desgraciado accidente que derribó la cubierta del recinto deportivo durante un temporal de viento muy intenso que, afortunadamente, no conllevó daños personales. Gracias a los esfuerzos de los propios deportistas del club, se pudo poner a punto de nuevo las instalaciones y continuar con las actividades deportivas de hielo, no obstante, las mismas eran al aire libre sin la cubierta principal. Sin embargo, esta situación fue transitoria hasta el mes de abril cuando ya era difícil y costoso mantener la lámina de hielo al aire libre. Definitivamente, la empresa propietaria del recinto deportivo procedió al cierre del mismo forzando al cese de las actividades del club de hielo. Posteriormente, ninguna otra organización pública ni privada se interesó en mantener las instalaciones deportivas a pesar de estar en perfecto estado de funcionamiento, tan sólo a falta de la cubierta.

## Historia del primer equipo de hockey hielo en Andalucía
Originalmente, los primeros miembros del equipo senior de hockey hielo provenían principalmente de equipos sevillanos de hockey sobre patines (de ruedas), otros jóvenes sevillanos que se iniciaron directamente en el hockey hielo y algún jugador proveniente de otros equipos nacionales de hockey hielo que residían en Sevilla por motivos laborales o estudios universitarios.
Durante esos primeros meses de la pista de hielo, algunos estadounidenses, jugadores de hockey hielo, que estaban sirviendo en la Base Naval de Rota (Cádiz) comenzaron a alquilar la pista de hielo para entrenar y jugar sus partidillos de hockey. Pocas semanas después habían organizado un equipo denominado "Rota Flying Wings" para disputar encuentros contra el CH Sevilla.  Todos los sábados, durante el verano, se disputaron partidos en Sevilla entre ambos equipos hasta el comienzo de la liga nacional. La pista estuvo funcionando, de forma ininterrumpida, durante todo el caluroso verano sevillano sin problemas para el hielo. El equipo americano "Rota Flying Wings" lucía en su camiseta una pequeña bandera de barras y estrellas de USA, por lo que aquellos partidos despertaban cierta rivalidad internacional. Dichos encuentros fueron un estupendo entrenamiento para incrementar las habilidades, el nivel de hockey y, definitivamente, preparar el equipo sevillano de cara al inminente comienzo de la liga nacional.

El primer partido oficial de hockey hielo de un equipo andaluz tuvo lugar fuera de casa, el 5 de diciembre de 1976 en Barcelona, al enfrentarse el CH Sevilla al CH Barcelona.

El primer partido oficial de hockey hielo en Andalucía, con participación de un equipo andaluz, fue el 12 de diciembre de 1976 frente al CH Casco Viejo Bilbao. No obstante, este partido no fue el primer partido oficial de hockey sobre hielo celebrado en Andalucía, dado que poco después de inaugurada la pista de hielo se celebró en Sevilla la fase final de la Copa del Rey de Hockey Hielo. El primer partido se celebró en Sevilla el 25 de mayo de 1976 entre el FC Barcelona y el CHH Txuri Urdin de San Sebastián. La final del campeonato, celebrada el día 27 de mayo y retransmitida por TVE, la ganó el FC Barcelona frente al CH Casco Viejo de Bilbao con el resultado final de 7-6.

Entre los resultados más destacados conseguidos por el CH Sevilla, a pesar de su bisoñez en su primera participación liguera, destacan las siguientes victorias:
- frente al Club Hielo Jaca en casa (5-4)[6]
- frente al CH Barcelona en casa (7-4)[7]
- frente al CH Portugalete en casa (4-3)[8]
- frente CG Puigcerdà (5-2)[9] a domicilio

El CH Sevilla también obtuvo dos puntos adicionales en casa por incomparecencia del CHH Txuri Urdin de San Sebastián tras presentarse con retraso a la disputa del partido.

En lo poco que pudo disputar de la segunda temporada de liga (1977/78) venció en casa al CH Las Palmas.

El CH Sevilla llegó a formar cuatro equipos de categoría infantil que disputaron competiciones locales entre ellos prueba de la numerosa cantera que se estaba constituyendo y que se malogró con la desgraciada pérdida de la pista.